# Кошарка на Летњим олимпијским играма 2008.
Кошаркашки турнир Летњим олимпијским играма 2008. одржан је од 8. август до 24. август 2008. Утакмице су се игралле у Вукесонг Арени.
За турнир су се пласирале следеће репрезентације:

## Квалификације

### Кошарка мушки
| Африка | Америка                               | Азија | Европа                                          | Океанија   | Аутоматски квалификовани                   |
| ------ | ------------------------------------- | ----- | ----------------------------------------------- | ---------- | ------------------------------------------ |
| Ангола | Сједињене Америчке Државе · Аргентина | Иран  | Русија · Литванија · Хрватска · Грчка · Немачка | Аустралија | Шпанија – Светски шампион · Кина – Домаћин |

### Кошарка жене
| Африка | Америка                            | Азија        | Европа                                           | Океанија    | Аутоматски квалификовани                      |
| ------ | ---------------------------------- | ------------ | ------------------------------------------------ | ----------- | --------------------------------------------- |
| Мали   | Сједињене Америчке Државе · Бразил | Јужна Кореја | Русија · Шпанија · Чешка · Летонија · Белорусија | Нови Зеланд | Аустралија – Светски шампион · Кина – Домаћин |

## Учесници

### Мушкарци
| Група А - Аргентина - Аустралија - Хрватска - Иран - Литванија - Русија | Група Б - Ангола - Кина - Немачка - Грчка - Шпанија - Сједињене Америчке Државе |

### Жене
| Група А - Аустралија - Јужна Кореја - Русија - Летонија - Бразил - Белорусија | Група Б - Сједињене Америчке Државе - Нови Зеланд - Кина - Шпанија - Мали - Чешка |